# Anija
Anija – wieś w Estonii, w prowincji Harju, w gminie Anija. Zamieszkana przez 110 osób (stan na 31.12.2013).